# Св. св. Константин и Елена (Долна Бела църква)
„Св. св. Константин и Елена“ (на македонска литературна норма: „Св. св. Константин и Елена“) е възрожденска православна църква в село Долна Бела църква, част от Преспанско-Пелагонийската епархия на Македонската православна църква – Охридска архиепископия.
Църквата се намира в центъра на селото. Храмът е изграден в 1888 година и е обновен в 1903 година. Годината на градеж е изписана над южния вход на църквата.

## Галерия
- Поглед към църквата
- Апсидата на църквата
- Предният дял на църквата
- Входът на църквата